# In the Loop
In the Loop är en brittisk politisk komedifilm från 2009 i regi av Armando Iannucci. Filmen är en spinoff av TV-serien Trist, herr minister och flera av skådespelarna återkommer även här.

## Rollista i urval
- Peter Capaldi – Malcolm Tucker
- Tom Hollander – Simon Foster
- James Smith – Michael Rodgers
- Joanna Scanlan – Roz
- Chris Addison – Toby Wright
- Gina McKee – Judy Molloy
- James Gandolfini – Generallöjtnant George Miller
- Anna Chlumsky – Liza Weld
- Paul Higgins – Jamie MacDonald
- Mimi Kennedy – Karen Clark
- Alex Macqueen – Sir Jonathan Tutt
- Enzo Cilenti – Bob Adriano
- Steve Coogan – Paul Michaelson